# 杨矩 (唐朝)
杨矩（?—?），唐代将领。
唐中宗时为左骁卫大将军。景龙四年（710年）正月，曾送金城公主往嫁吐蕃。后拜鄯州都督。开元元年（713年），杨矩建議以河西九曲之地为金城公主汤沐邑，朝廷同意赐予吐蕃。不料“吐蕃既得九曲，其地肥良，堪顿兵畜牧，又与唐境接近，自是复叛，始率兵入寇。”开元二年（714年）秋，吐蕃蚠达焉、乞力徐等进攻临洮等州。杨矩惧，服毒自尽。 